# Halicyclops caridophilus
Halicyclops caridophilus is een eenoogkreeftjessoort uit de familie van de Halicyclopidae. De wetenschappelijke naam van de soort is voor het eerst geldig gepubliceerd in 1947 door Humes.